# 鼠麴舅
鼠麹舅（学名：Gamochaeta purpureum）为合冠鼠麴草屬下的一种一年生草本植物，原产于北美洲，在美国马萨诸塞州和纽约州为濒危物种。美国霍玛人会煎煮干的鼠麴舅以治疗感冒。